# Mercy Dee Walton
Mercy Dee Walton fue un pianista y cantante de blues, nacido en Waco, Texas, el 30 de agosto de 1915, y fallecido en Stockton, California, el 2 de diciembre de 1962.
En 1938, Walton se trasladó a Oakland y se convirtió en un músico habitual de los clubs de la bahía de San Francisco. Grabó para multitud de sellos discográficos locales, además de Imperial Records y Arhoolie. Básicamente, Walton es conocido por ser el autor de uno de los blues más versionados de la historia, One room country shack, que fue un gran éxito en su propia voz y en la de cientos de músicos de blues y grupos de rock, como Blood, Sweat & Tears.
Tuvo también algún otro éxito, con temas muy cercanos ya al rock and roll (Come Back Maybelline, por ejemplo), pero acabó cayendo en el más absoluto olvido. Su estilo estaba muy influenciado por la escuela de los barrelhouse de Texas, sólido y desenfrenado, a lo que añadía un evidente sentido del humor.